# 孟母林墓群
孟母林墓群，是孟子父母及部分后裔的家族墓地，位于山东省济宁市曲阜市城南凫村，是中华人民共和国全国重点文物保护单位之一。

## 历史
曲阜市西凫村，是战国时期儒家“亚圣”孟子的出生地，村内的东西大街为孟子故里街，街东首有“孟子故里”坊一座，往西路北为坐北向南的孟子故宅。元至顺四年（公元1333年），立碑刻“亚圣四十五世孙孟宁之墓”于孟母林中的孟氏四十五代“中兴祖”孟宁墓前。
文化大革命期间（1966-1976年），孟母林遭到严重破坏。院内正殿3间，原有孟子父母塑像，东西两间有对面配享塑像，东为孟子、西为四十五代孙“中兴祖”孟宁，皆毁于文革时期。
1977年12月23日，孟母林被公布为山东省文物保护单位。2013年5月，被公布为全国重点文物保护单位。

## 结构
孟母林位于曲阜城南13公里的凫村东侧。孟母林占地578亩，西靠马鞍山，有树木约1万3千株（截止2016年），元、明、清历代石碑数通。林道南北长143.5米、宽41米，在林道尽头西建有享殿，是祭祀孟母的地方。享殿四檐三间，长10米、宽6米。堂后有孟母墓碑，碑西50米处为孟母墓。
在孟母墓西北，为孟仲子的墓地，石碑刻“新泰伯孟仲子墓”，再往西北为孟氏四十五代“中兴祖”孟宁墓。